# Авиационные происшествия Аэрофлота 1970 года

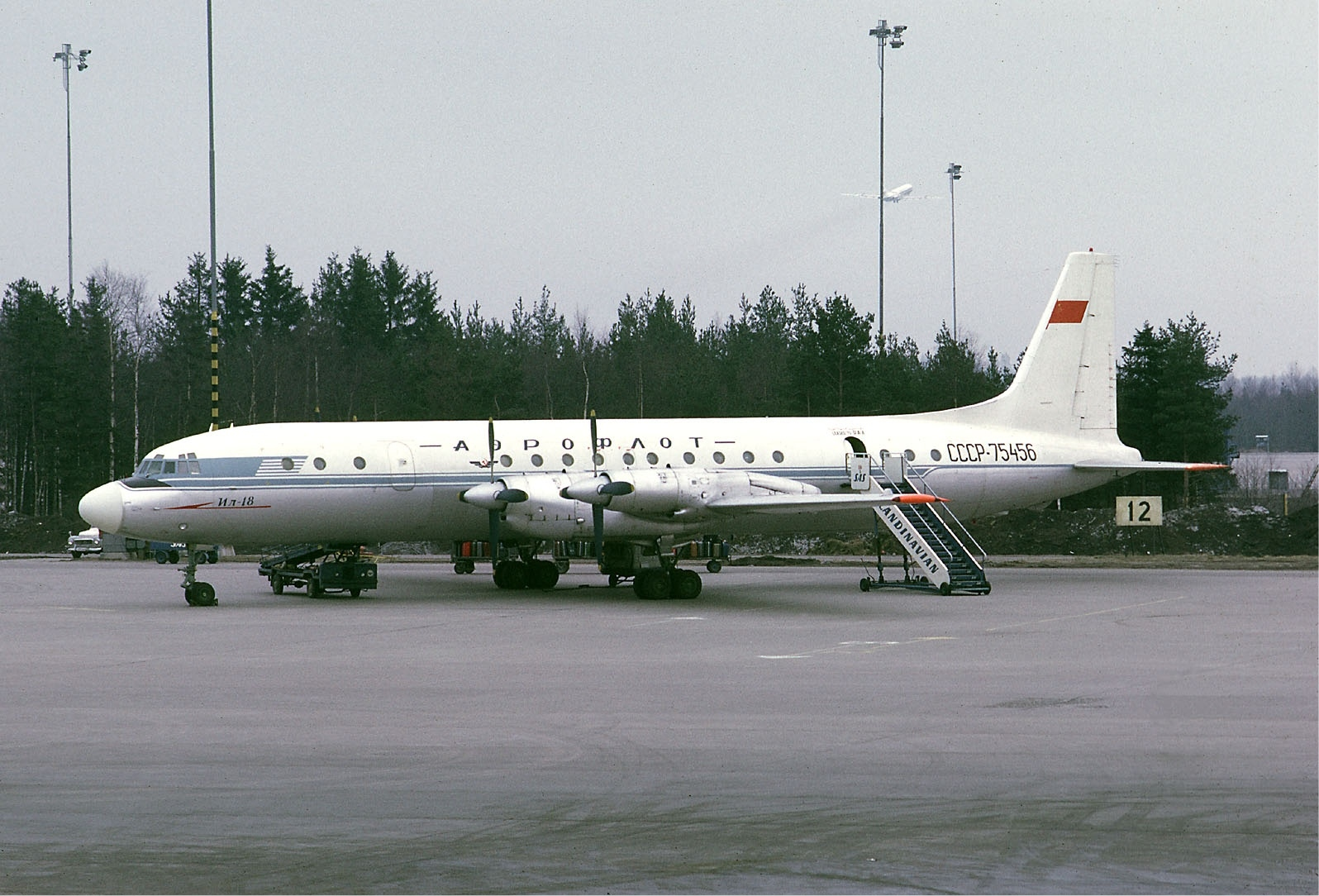
Ил-18 предприятия «Аэрофлот»

Авиационные происшествия и инциденты, включая угоны, произошедшие с воздушными судами Министерства гражданской авиации СССР (Аэрофлот) в 1970 году.
В этом году крупнейшая катастрофа с воздушными судами предприятия «Аэрофлот» произошла 6 февраля близ Самарканда (УзССР), когда самолёт Ил-18В при заходе на посадку в облаках преждевременно начал снижение и врезался в гору, в результате чего погибли 92 человека (подробнее…).

## Список
Отмечены происшествия и инциденты, когда воздушное судно было восстановлено.
| Дата                  | Место                                           | ВС      | Бортовой номер | Управление                    | Жертв  | Описание | И      |
| --------------------- | ----------------------------------------------- | ------- | -------------- | ----------------------------- | ------ | --- | ------ |
| 1970 года             | Саратов                                         | Ан-24Б  | 46241          | Приволжское                   | ?/?    | Сгорел во время заправки | [ 1 ]  |
| 1970 года             | н.д.                                            | Ил-14М  | 61649          | Узбекское                     | 0/?    | Подробности неизвестны. Списан 20 июля 1970 года по причине «Столкновение самолета». | [ 2 ]  |
| 28 января 1970 года   | 40 км С-В Батагая                               | Ан-24Б  | 47701          | Якутское                      | 34/34  | Столкновение с горой при заходе на посадку (подробнее…) | [ 3 ]  |
| 29 января 1970 года   | 29,5 км от Мурманск-3                           | Ту-124В | 45083          | Северное                      | 11/38  | Столкновение с сопкой при заходе на посадку (подробнее…) | [ 4 ]  |
| 31 января 1970 года   | Токмасский, Уйский район                        | Ан-2ТП  | 40573          | Уральское                     | 2/2    | Сваливание и падение на землю после дезориентации экипажа в условиях снегопада | [ 5 ]  |
| 6 февраля 1970 года   | 32 км от Самарканда                             | Ил-18В  | 75798          | Узбекское                     | 92/106 | Столкновение с горой при заходе на посадку (подробнее…) | [ 6 ]  |
| 23 февраля 1970 года  | близ Елабуги                                    | Ми-4А   | 29051          | Приволжское                   | 0/?    | Разбился после вылета; командир был пьян. | [ 7 ]  |
| 25 февраля 1970 года  | Усть-Мая                                        | Ил-14   | 61637          | Якутское                      | 5/5    | Столкновение с деревьями после взлёта | [ 8 ]  |
| 26 февраля 1970 года  | Берёзово                                        | Ан-12Б  | 12966          | Северо-Кавказское             | 0/?    | Грубая посадка на торец ВПП | [ 9 ]  |
| 5 марта 1970 года     | Усть-Кут                                        | Ли-2    | 58340          | н.д.                          | 0/?    | После взлёта перешёл в сваливание и упал на землю из-за смещения груза | [ 10 ] |
| 19 марта 1970 года    | Неклиновский район, близ Николаево-Козловского  | Ан-2Р   | 25598          | Узбекское                     | 2/2    | Столкновение с землёй после потери высоты из-за ошибок в пилотировании в ходе авиационно-химических работ в условиях тумана | [ 11 ] |
| 28 марта 1970 года    | близ Кишинёва                                   | Ми-1М   | 17868          | Молдавское                    | 0/?    | | [ 12 ] |
| 1 апреля 1970 года    | Завьялово, Тогучинский район                    | Ан-24Б  | 47751          | Западно-Сибирское             | 45/45  | Столкновение в воздухе с метеорологическим шаром-радиозондом (подробнее…) | [ 13 ] |
| 4 апреля 1970 года    | Запорожье                                       | Ил-14П  | 52002          | Грузинское                    | 7/35   | Столкновение с землёй до ВПП при заходе на посадку | [ 14 ] |
| 18 апреля 1970 года   | близ Серпухова                                  | Ми-2    | 20080          | СПиМВЛ ГА                     | 0/?    | Пожар в подвесном топливном баке во время полёта | [ 15 ] |
| 20 апреля 1970 года   | Кавказский район, совхоз «Кубань»               | Ан-2Р   | 06333          | Северо-Кавказское             | 2/4    | В ходе авиационно-химических работ из-за ошибок в пилотировании потерял высоту и врезался в землю | [ 16 ] |
| 24 апреля 1970 года   | близ Ростова-на-Дону                            | Ан-2    | 41398          | Северо-Кавказское             | 0/?    | Пожар в подвесном топливном баке во время полёта | [ 17 ] |
| 28 апреля 1970 года   | Наталинка, Михайловский район                   | Ан-2Р   | 15935          | Узбекское                     | 2/2    | Потеря управления и столкновение с землёй при уклонении от ЛЭП в ходе авиационно-химических работ | [ 18 ] |
| 3 мая 1970 года       | Ямальский район, 10 км Ю-З Яр-Сале              | Ми-4    | 31395          | Восточно-Сибирское            | 5/5    | Столкновение с землёй при полёте на малой высоте в условиях белой мглы | [ 19 ] |
| 4 мая 1970 года       | близ Еревана                                    | Ан-2    | 05631          | Армянское                     | 0/?    | Разрушился при грубой посадке | [ 20 ] |
| 10 мая 1970 года      | Гуран, Тулунский район                          | Ан-2    | 32463          | Восточно-Сибирское            | 5/5    | Потерял высоту и врезался в землю в ходе авиационно-химических работ из-за ошибок нетрезвого экипажа в технике пилотирования | [ 21 ] |
| 11 мая 1970 года      | близ Тбилиси                                    | Ми-1М   | 81507          | Грузинское                    | 0/?    | Столкновение с деревом при полёте на малой высоте | [ 22 ] |
| 15 мая 1970 года      | Кишинёв                                         | Ан-10   | 11149          | УШВЛП ГА                      | 11/11  | В тренировочном полёте потерял управление и упал на землю при уходе на второй круг из-за ошибок экипажа в технике пилотирования (подробнее…) | [ 23 ] |
| 18 мая 1970 года      | Борулах, Верхоянский район                      | Ми-1М   | 17829          | Якутское                      | 4/4    | Столкновение в воздухе (подробнее…) | [ 24 ] |
| 18 мая 1970 года      | Борулах, Верхоянский район                      | Ми-4    | 35295          | Якутское                      | 0/5    | Столкновение в воздухе (подробнее…) | [ 25 ] |
| 26 мая 1970 года      | Остров Мак-Клинтока, Земля Франца-Иосифа        | Ми-2    | 20013          | Полярное                      | 2/2    | Пропал без вести в ходе ледовой разведки в южной части острова (вероятно, столкновение с птицами, либо отказ техники) | [ 26 ] |
| 28 мая 1970 года      | близ Ставрополя                                 | Ка-15   | 30083          | Северо-Кавказское             | 0/?    | Столкновение с землёй после потери высоты из-за турбулентности и ошибок в пилотировании | [ 27 ] |
| 2 июня 1970 года      | близ Риги                                       | Як-12М  | 22299          | Латвийское                    | 0/?    | Столкновение с телефонными проводами при полёте на малой высоте | [ 28 ] |
| 4 июня 1970 года      | Таймырский АО, 9 км С Алыкеля                   | Ми-4    | 66926          | Красноярское                  | 1/8    | В ходе аэрофотосъёмки упал на землю из-за отказа системы продольного управления | [ 29 ] |
| 5 июня 1970 года      | Самарканд                                       | Ил-18В  | 75533          | Узбекское                     | 0/?    | При взлёте выкатился за пределы ВПП из-за застопоренных рулей поворота и высоты | [ 30 ] |
| 15 июня 1970 года     | Смольное, Ленинград                             | Ан-2    |                | Северное                      | 0/?    | Пресечена попытка угона рейса «Ленинград—Приозерск» группой из 16 человек (подробнее…). | [ 31 ] |
| 19 июня 1970 года     | Муйский район, 15 км З Улан-Макита              | Ми-1МНХ | 75533          | Восточно-Сибирское            | 0/?    | Столкновение с деревьями и падение на землю при вынужденной посадке на местности | [ 32 ] |
| 22 июня 1970 года     | Гестинкиль, Магарамкентский район, близ Усухчая | Ан-2    | 42651          | Азербайджанское               | 2/7    | Столкновение с горой после уклонения с маршрута (подробнее…) | [ 33 ] |
| 26 июня 1970 года     | близ Душанбе                                    | Ми-4А   | 38291          | Узбекское                     | 0/?    | Столкновение с землёй при посадке из-за ошибок в пилотировании | [ 34 ] |
| 28 июня 1970 года     | близ Борулаха                                   | Ми-1    | 10111          | Якутское                      | 0/?    | Опрокинулся и разрушился при взлёте с мягкого грунта | [ 35 ] |
| 6 июля 1970 года      | близ Душанбе                                    | Ми-4А   | 35252          | Таджикское                    | 0/?    | Опрокинулся и разрушился при посадке по-самолетному из-за попадания в земной резонанс | [ 36 ] |
| 8 июля 1970 года      | близ Свердловска                                | Ми-1    | 20308          | Уральское                     | 0/?    | Столкновение с землёй при посадке из-за ошибок в пилотировании | [ 37 ] |
| 9 июля 1970 года      | близ Олёкминска                                 | Ми-2    | 23845          | Якутское                      | 0/?    | Вынужденная посадка на местности после остановки двигателя из-за отказа техники | [ 38 ] |
| 14 июля 1970 года     | близ Владивостока                               | Ми-2    | 20071          | Дальневосточное               | 1/6    | Разбился после отказа двигателя | [ 39 ] |
| 15 июля 1970 года     | близ реки Далдын                                | Ми-1М   | 17740          | Якутское                      | 0/?    | Разбился после пожара двигателя в ходе полёта | [ 40 ] |
| 19 июля 1970 года     | Сабинский район, 2 км З Сатышева                | Ан-2    | 32106          | Приволжское                   | 1/2    | Столкновение с деревьями при полёте на малой высоте в ходе авиационно-химических работ; экипаж не использовал средства личной защиты при работе с ядохимикатами                                                                                             | [ 41 ] |
| 25 июля 1970 года     | близ Ухты                                       | Ан-2ТП  | 41295          | Коми                          | 0/?    | Разбился после отказа двигателя | [ 42 ] |
| 26 июля 1970 года     | Аукштялкай, Радвилишкский район, 25 км В Шяуляя | Ан-2Р   | 29387          | Литовское                     | 6/6    | При воздушном хулиганстве (эволюции на малой высоте) нетрезвых пилота и пассажиров потерял скорость и упал в лес | [ 43 ] |
| 27 июля 1970 года     | Кобяйский район, 22 км С-В Себян-Кюэля          | Ми-4А   | 66863          | Якутское                      | 6/6    | Столкновение с горой при ночном полёте в СМУ; экипаж был пьян. | [ 44 ] |
| 29 июля 1970 года     | Фахрабад                                        | Як-12М  | 62620          | Таджикское                    | 1+1/1  | Столкновение в воздухе с Як-12 из ДОСААФ в ходе тренировок для съёмок фильма «Миссия в Кабуле» | [ 45 ] |
| 1 августа 1970 года   | Ирбейский район, близ Ирбейского                | Як-12М  | 72781          | Красноярское                  | 3/3    | Выполняя санитарный рейс врезался в землю из-за воздушного хулиганства (выполнение эволюций на малой высоте) сильно пьяного пилота | [ 46 ] |
| 2 августа 1970 года   | Березовка, Печорский район                      | Ми-2    | 23822          | Коми                          | 1/2    | Упал после взлёта из-за отказа управления хвостовым винтом | [ 47 ] |
| 8 августа 1970 года   | 38 км С Кишинёва                                | Ан-10А  | 11188          | Украинское                    | 1/114  | Разрушился при вынужденной посадки на поле из-за пожара в двигателе (подробнее…) | [ 48 ] |
| 9 августа 1970 года   | близ Кировограда                                | Ан-2    | 45215          | Украинское                    | 0/?    | Столкновение с телефонными проводами при полёте на малой высоте | [ 49 ] |
| 20 августа 1970 года  | Наманганская область                            | Ан-2    | 15238          | Узбекское                     | 0/?    | Разбился после отказа двигателя | [ 50 ] |
| 23 августа 1970 года  | Хомутово, Южно-Сахалинск                        | Ил-18В  | 75823          | Дальневосточное               | 0/?    | Грубая посадка с разрушением переднего шасси и обоих крыльев | [ 51 ] |
| 26 августа 1970 года  | Салехард                                        | Ми-8    | 22477          | Северное                      | 7/7    | Из-за усталостного разрушения болтов, после взлёта отделилась хвостовая балка | [ 52 ] |
| 29 августа 1970 года  | Ахметский район, Большой Борбало                | Ми-4    | 31426          | Грузинское                    | 6/6    | Столкновение с горой после отклонения от трассы и снижения под безопасную высоту | [ 53 ] |
| 2 сентября 1970 года  | Лиховка, Верхнеднепровский район                | Ту-124  | 45012          | Литовское                     | 37/37  | По неустановленной причине упал с эшелона (подробнее…) | [ 54 ] |
| 2 сентября 1970 года  | Ленинабадская область, близ Шахристана          | Ми-4    | 66923          | Таджикское                    | 0/?    | Столкновение с землёй из-за потери высоты после попадания в нисходящий воздушный поток | [ 55 ] |
| 3 сентября 1970 года  | Аштский район, близ Ошобы                       | Як-40   | 87690          | Таджикское                    | 21/21  | Столкновение с горой при заходе на посадку после уклонения с трассы (подробнее…) | [ 56 ] |
| 5 сентября 1970 года  | Букинский район, близ Алмалыка                  | Ан-2    | 28952          | Западно-Сибирское             | 2/2    | Столкновение с ЛЭП в ходе авиационно-химических работ | [ 57 ] |
| 21 сентября 1970 года | Букинский район, близ Алмалыка                  | Ан-2Т   | 02195          | Восточно-Сибирское            | 1/3    | Столкновение с горой при снижении под безопасную высоту после дезориентации пьяного экипажа | [ 57 ] |
| 26 сентября 1970 года | Марыйская область, 20 км С Уч-Тепе              | Ми-1МНХ | 17944          | Туркменское                   | 1/1    | Столкновение с ЛЭП после уклонения с маршрута и снижения под безопасную высоту | [ 58 ] |
| 27 сентября 1970 года | близ Ижевска                                    | Ан-2    | 35417          | Уральское                     | 0/?    | При заходе на посадку из-за ошибок в пилотировании потерял скорость и упал на землю | [ 59 ] |
| 1 октября 1970 года   | ЯНАО, близ Мыса Каменного                       | Ан-12Б  | 11031          | Тюменское                     | 8/8    | После взлёта отказали два левых двигателя; при возврате в аэропорт на предпосадочной прямой потерял управление и упал в болото | [ 60 ] |
| 14 октября 1970 года  | близ Черновцов                                  | Ан-2    | 02833          | Украинское                    | 0/?    | Врезался в землю при посадке в условиях ниже погодного минимума | [ 61 ] |
| 15 октября 1970 года  | Трабзон                                         | Ан-24Б  | 46256          | Грузинское                    | 1/50   | Выполнял рейс Батуми—Сухуми, когда был захвачен отцом и сыном Бразинскасами, которые заставили экипаж следовать в Турцию, где угонщики получили политическое убежище. В ходе захвата от огнестрельных ран погибла стюардесса Надежда Курченко (подробнее…). | [ 62 ] |
| 16 октября 1970 года  | Симферополь                                     | Ил-18В  | 75578          | Армянское                     | 0/?    | При вынужденной посадке после отказа в полёте двигателя выкатился за пределы ВПП | [ 63 ] |
| 16 октября 1970 года  | Лешуконское                                     | ПС-84   | 84777          | Северное                      | 0/?    | После взлёта перешёл в сваливание и упал на землю из-за перегруза и нарушения центровки | [ 64 ] |
| 27 октября 1970 года  | Синоп                                           | L-200A  | 34401          | Северо-Кавказское             | 0/4    | Выполнял рейс «Керчь—Краснодар», когда был угнан двумя студентами (Николай Гилев и Виталий Поздеев) и направлен в Турцию, где угонщики сперва получили политическое убежище, но через год добровольно вернулись на родину (подробнее…).                     | [ 65 ] |
| 10 ноября 1970 года   | Печора                                          | Ми-2    | 15676          | Коми                          | 6/6    | При заходе на посадку потерял управление и упал на землю из-за последовательного разрушения главного редуктора и левого двигателя | [ 66 ] |
| 13 ноября 1970 года   | Паланга                                         | Ил-14М  | 52054          | Литовское                     | 0/42   | Попытка захвата рейса «Вильнюс—Паланга» двумя пассажирами | [ 67 ] |
| 15 ноября 1970 года   | Джангалинский район, 12 км Ю-В Кысык-Камыса     | Ми-1    | 17878          | Северо-Кавказское             | 4/4    | Столкновение с землёй из-за дезориентации пилота при полёте в СМУ под безопасной высотой | [ 68 ] |
| 29 ноября 1970 года   | ЯНАО, близ Мыса Каменного                       | Ми-6    | 11306          | Центральных районов и Арктики | 0/5    | Упал после взлёта из-за ошибок в пилотировании после раскачки груза на внешней подвеске | [ 69 ] |
| 29 ноября 1970 года   | близ Тамбова                                    | А-2     | 25611          | СПиМВЛ ГА                     | 0/?    | При крутом развороте на малой высоте перешёл в сваливание и врезался в землю | [ 70 ] |
| декабрь 1970 года     | Стригино, Горький                               | Ту-124В | 45057          | Приволжское                   | 0/?    | Пожар в багажном отделении. Списан 22 декабря 1970 года. | [ 71 ] |
| 17 декабря 1970 года  | близ Ухты                                       | Ан-2ТП  | 41288          | Коми                          | 0/?    | Разбился после отказа двигателя | [ 72 ] |
| 18 декабря 1970 года  | близ Ханты-Мансийска                            | Ми-1М   | 14884          | Тюменское                     | 1/?    | Опрокинулся и разрушился во время взлёта при самовольном вылете | [ 73 ] |
| 20 декабря 1970 года  | близ Шахт                                       | Ан-2    | 96208          | Северо-Кавказское             | 0/?    | н.д. | [ 74 ] |
| 31 декабря 1970 года  | Шоссейное, Ленинград                            | Ил-18В  | 75773          | Армянское                     | 6/86   | Перешёл в сваливание и упал после взлёта; экипаж забыл выпустить закрылки (подробнее…) | [ 75 ] |

### Комментарии
1. ↑  Первый, из известных, успешный угон советского авиалайнера за пределы СССР.